# Pilar (nome)
Pilar  è un nome proprio di persona spagnolo femminile.

## Varianti
- Ipocoristici: Pili[1]

## Origine e diffusione

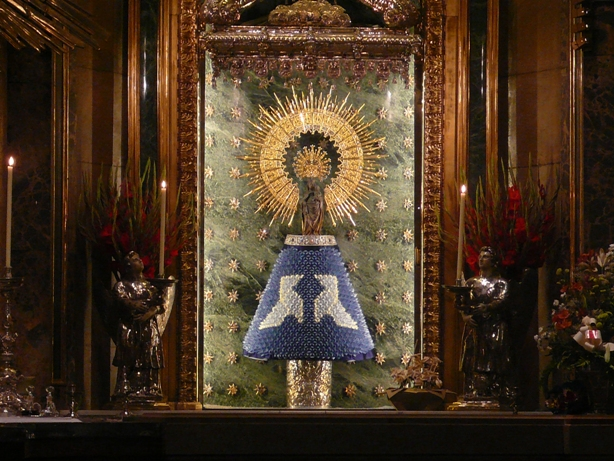
Statua della Virgen del Pilar a Saragozza

Significa "colonna" in spagnolo. La sua origine e diffusione sono dovute ad un titolo della Madonna, "Nostra Signora del Pilar"; secondo tale credenza, la Madonna sarebbe apparsa a san Giacomo il Maggiore in cima a una colonna, mentre egli si trovava a Saragozza.
Fa parte di tutta quella gamma di nomi diffusi in Spagna dovuti alla venerazione mariana, fra cui Consuelo, Dolores, Milagros, Rocío, Araceli, Concepción e Candelaria. È inoltre affine, per formazione ed etimologia, al raro nome italiano Pilerio, e condivide il significato anche con il nome arabo Imad.

## Onomastico
L'onomastico ricorre il 12 ottobre in ricordo della Nostra Signora del Pilar, o alternativamente il 27 agosto per la ricorrenza della beata María Pilar Izquierdo Albero, fondatrice dell'Opera Missionaria di Gesù e Maria. O ancora il 12 febbraio in onore della Madonna del Pilerio patrona di Cosenza.

## Persone
- Pilar di Baviera, figlia di Ludovico Ferdinando di Baviera
- Pilar di Borbone-Spagna, nobile spagnola
- Pilar Bardem, attrice spagnola
- Pilar Castro, attrice spagnola
- Pilar Fogliati, attrice italiana
- Pilar López de Ayala, attrice spagnola
- Pilar Medina Canadell, modella spagnola
- Pilar Miró, regista e sceneggiatrice spagnola
- Pilar Roldán, schermitrice messicana
- Pilar Valero, cestista e allenatrice di pallacanestro spagnola
- Pilar Velázquez, attrice spagnola

## Il nome nelle arti
- Pilar Ternera è un personaggio del romanzo di Gabriel García Márquez Cent'anni di solitudine.
- Pilar è un personaggio del romanzo di Ernest Hemingway Per chi suona la campana.